# The Grayzone
The Grayzone es un medio de izquierda a extrema izquierda fundado y editado por el periodista estadounidense Max Blumenthal. El sitio web, fundado inicialmente como The Grayzone Project, estuvo afiliado a AlterNet antes de independizarse a principios de 2018. El contenido de noticias del sitio web se considera generalmente marginal. Es conocido por sus reportajes engañosos y su cobertura simpatizante de regímenes autoritarios, además de su negacionismo del genocidio uigur.The Grayzone ha difundido teorías conspirativas sobre Venezuela, Xinjiang, Siria y otras regiones.

## Historia
The Grayzone fue fundado como un blog llamado The Grayzone Project en diciembre de 2015 por Max Blumenthal. El blog estuvo alojado en AlterNet desde sus inicios hasta principios de 2018, cuando The Grayzone se independizó del sitio web.

## Contenido
El contenido de noticias del sitio web se considera generalmente marginal. El sitio web ha apoyado al gobierno de Bashar al-Assad en Siria, publicando contenidos que niegan que el gobierno sirio haya utilizado armas químicas contra la población civil durante la guerra civil siria y acusando a los investigadores de la Organización para la Prohibición de las Armas Químicas de "encubrimiento".
The Grayzone mantiene una línea editorial pro-Kremlin. El sitio web publicó propaganda prorrusa durante la invasión rusa de Ucrania, incluida la afirmación desmentida de que los combatientes ucranianos estaban utilizando a los civiles como escudos humanos, y que el ataque aéreo al teatro de Mariúpol fue planeado por el Regimiento Azov. El sitio web ruso de noticias falsas Peace Data republicó artículos de The Grayzone para crearse una reputación de medio de comunicación progresista y antioccidental y atraer a colaboradores.
El sitio web también ha negado el alcance de los campos de internamiento de Xinjiang y el genocidio uigur, restando importancia a los abusos ampliamente reportadas por el gobierno chino contra las minorías musulmanas turcas en Xinjiang.
Según un informe del Instituto para el Diálogo Estratégico (ISD), el reportero Aaron Maté de The Grayzone fue el "difusor de desinformación más prolífico" en asuntos relacionados con Siria, superando a Vanessa Beeley.
En febrero de 2021, los tuits relativos a un artículo de The Grayzone escrito por Blumenthal, fueron los primeros en recibir una etiqueta de advertencia de Twitter que decía "Estos materiales pueden haber sido obtenidos mediante hackeo". El artículo se titulaba "Reuters, BBC y Bellingcat participaron en programas encubiertos financiados por el Ministerio de Asuntos Exteriores del Reino Unido para 'debilitar a Rusia', según revelan documentos filtrados". La historia se refería a documentos hackeados y filtrados y alegaba que una unidad del ejército británico ha utilizado "las redes sociales para ayudar a combatir las guerras".

### Cobertura alineada con el Estado en Nicaragua
The Grayzone promovió la narrativa del gobierno nicaragüense sobre las elecciones generales de Nicaragua de 2021 y durante las protestas en Nicaragua de 2018, y defendió la respuesta del gobierno contra las manifestaciones, donde los protestantes fueron amenazados, torturados y asesinados. La plataforma también enalteció a Daniel Ortega, realizando una entrevista cómoda con él y repitió las afirmaciones del gobierno nicaragüense de que el movimiento de protesta no era legítimo, sino parte de una conspiración internacional dirigida por Occidente.
Blumenthal y Norton rindieron culto al régimen bailando "El Comandante se queda", una canción de cumbia compuesta en apoyo a Ortega durante las protestas de 2018. The Grayzone publicó una carta abierta, promovida por Russia Today, en la atacaba cobertura de The Guardian sobre Nicaragua y a uno de sus colaboradores, Carl David Goette-Luciak. El ataque fue acompañado de una foto de Luciak junto a un soldado armado etiquetado como opositor. El individuo en realidad era un sandinista que apoyaba al gobierno, pero la historia falsa se viralizó. Goette-Luciak fue posteriormente detenido y deportado por el gobierno nicaragüense. Adicionalmente, la plataforma ha publicado desinformación sobre los manifestantes nicaragüenses. John Perry, escribiendo bajo el seudónimo de Charles Redvers, publicó en The Grayzone una "confesión" de la manifestante estudiantil Valeska Sandoval, la cual era falsa y fue hecha por Sandoval bajo coacción mientras estaba en prisión.

### Crisis humanitaria en Venezuela
Al igual que en otros países, The Grayzone ha deslegitimado y desestimado a los manifestantes en Venezuela como ilegítimos, al igual que negado los abusos de derechos humanos que han tenido lugar en el país. Publicando para The Grayzone, Max Blumenthal publicó un vídeo en 2019 en el que visitaba Chacao, un municipio afluente de Caracas, para negar la crisis humanitaria en el país, mientras ignoraba los barrios y el campo donde la mayoría de la población vive en la pobreza.

## Recepción
The Grayzone ha sido criticado por defender regímenes autoritarios. Bruce Bawer, en Commentary, describió a The Grayzone como "una tienda de propaganda integral, dedicada en gran medida a impulsar una línea pro-Assad sobre Siria, una línea pro-régimen sobre Venezuela, una línea pro-Putin sobre Rusia, y una línea pro-Hamas sobre Israel y Palestina". Nerma Jelacic, escribiendo en Index on Censorship, describió a The Grayzone como "un medio online conectado con el Kremlin que impulsa teorías conspirativas prorrusas y el negacionismo de genocidio". The Grayzone había afirmado anteriormente que Index on Censorship ha colaborado con afiliados con ISIS y de Jabhat al-Nusra.
Escribiendo para la revista socialista New Politics, el académico marxista libanés Gilbert Achcar describió a The Grayzone como "propaganda de 'izquierda' pro-Putin y pro-Assad, combinada con periodismo de alcantarilla", afirmando que el sitio web tiene "la costumbre de demonizar a todos los críticos de izquierda de Putin y de gente como Assad, describiéndolos como "agentes del imperialismo" o algún equivalente".
También ha sido duramente criticado por sus descripciones de los campos de internamiento de Xinjiang y otros abusos del Estado chino contra los uigures. James Bloodworth, escribiendo en el New Statesman, comentó "en un eco de la forma en que las dictaduras publican los halagos de los crédulos incautos extranjeros en sus periódicos estatales, los portavoces del Ministerio de Asuntos Exteriores chino han tuiteado con aprobación artículos de la revista online de Blumenthal, The Grayzone, que han tratado de negar la persecución de la población uigur de China".
En marzo de 2020, la Wikipedia en inglés desestimó formalmente el uso de The Grayzone como fuente de hechos en sus artículos, citando problemas con la fiabilidad factual del sitio web.
Las falsas afirmaciones publicadas por The Grayzone son referenciadas por los usuarios de Twitter que respaldan a Assad y al gobierno ruso.

### Entidades chinas afiliadas al Estado
El gobierno de China, los funcionarios del Partido Comunista Chino (PCC) y los medios de comunicación estatales chinos han valorado positivamente la cobertura de The Grayzone sobre China. El sitio ha sido utilizado como un medio para promover las narrativas del Partido Comunista Chino sobre Xinjiang, Hong Kong y Taiwán.
Para rebatir las atrocidades en curso en Xinjiang, los medios de comunicación estatales chinos y los funcionarios chinos han citado cada vez más posts de The Grayzone en sus comunicaciones públicas.Según un informe del Instituto Australiano de Política Estratégica, los medios de comunicación estatales chinos y las entidades afiliadas comenzaron a amplificar los artículos de The Grayzone en diciembre de 2019 después de que el sitio web publicara un artículo crítico contra Adrian Zenz, investigador de derechos humanos de Xinjiang. Los medios de comunicación estatales chinos y las entidades citaron a The Grayzone al menos 313 veces entre diciembre de 2019 y febrero de 2021, 252 de ellas en publicaciones en inglés.